# Olsbacka, Åkern och Karlsvik
Olsbacka, Åkern och Karlsvik är en av SCB avgränsad och namnsatt småort i Falu kommun, Dalarnas län. Den omfattar bebyggelse i byarna Olsbacka, Åkern och Karlsvik belägna i Aspeboda socken och mellan Borlänge och Falun